# Карл де ла Серда
Карл де ла Серда (фр. Charles de La Cerda; 1327 — 8 января 1354, Л’Эгль) — сеньор де Люнель, граф Ангулемский с 1350 года, наместник Пикардии и Артуа, коннетабль Франции при короле Иоанне Втором, представитель кастильской королевской фамилии де ла Серда, отстранённой от правления.

## Биография
Карл Испанский был сыном Альфонсо де ла Серда и Изабеллы д’Антуэн и внуком Альфонсо де ла Серда, который был отстранён от наследования кастильского престола своим дядей Санчо IV, а позднее нашёл убежище во Франции.
Образование Карла де ла Серда было поручено главному советнику французского короля Филиппа VI Милю де Нуайе, который был также учителем старшего сына короля, будущего Иоанна II. По восшествии на французский престол (1350) Иоанн сделал своего фаворита Карла Испанского графом Ангулема, в ущерб интересам короля Наварры Карла Злого. Де ла Серда противостоял королю Наваррскому, предъявлявшему свои права на графства Шампань, Бри и герцогство Бургундское.
Карл де ла Серда командовал союзным Франции испанским флотом в битве при Винчелси, произошедшей 29 августа 1350 года, и потерпел поражение от англичан.
В январе 1351 года Карл де ла Серда был назначен коннетаблем Франции. Предыдущий коннетабль Рауль II де Бриенн, граф д’Э, был казнён без суда и следствия по приказу Иоанна II в ноябре 1350 года. Как коннетабль Карл де ла Серда принял участие в военных столкновениях между Францией и Англией во время Столетней войны. В 1352 году Карл де ла Серда женился на Маргарите де Блуа, дочери Карла де Блуа, барона де Майен и сеньора де Гиз, детей в браке не было.
В начале января 1354 года коннетабль с небольшим эскортом отправился в Нормандию, чтобы навестить свою тётку, герцогиню Алансонскую Марию де ла Серда. Он был заколот (фр.) в гостинице «Свинья-тонкопряха» (фр. La Truie-qui-file) в Л’Эгле (Нормандия) 80 ударами меча Жаном Сультом, которого подослал Филипп Наваррский, брат Карла Злого. Хронист Фруассар пишет, что коннетабль был убит «по приказу сеньора Карла Наваррского, графа Эврё, посланными им туда несколькими воинами». «Сам король Наваррский оставался в сарае за пределами города, пока его люди не вернулись, совершив это дело. Говорили, что ему помогали его брат, сеньор Филипп Наваррский, сеньор Луи д’Аркур, сеньор Жоффруа д’Аркур, его дядя и многие другие рыцари, как из Наварры, так и из Нормандии», — добавляет также Фруассар.
Убийство Карла де ла Серда описано в романе Мориса Дрюона «Когда король губит Францию».